# بیشتر (موسیقی متن)
| بررسی انتقادی | بررسی انتقادی |
| منبع          | رتبه‌بندی      |
| ------------- | ------------- |
| آل میوزیک     | [ ۱ ]         |
| رولینگ استون  | [ ۲ ]         |
| یاهو میوزیک   | (مطلوب) link  |

موسیقی متن فیلم بیشتر (به انگلیسی: Soundtrack from the Film More) که با نام "More" نیز شناخته می‌شود نام اولین آلبومی است که در آن گروه موسیقی پراگرسیو راکِ پینک فلوید به ساختن آهنگ برای فیلم می‌پردازد و سومین آلبوم استودیویی این گروه پراگرسیو راک نیز بشمار می‌آید.
این آلبوم برای یک فیلم به نام بیشتر ساخته شده‌است که در لوکزامبورگ ساخته شده و کارگردان آن باربت شرودر می‌باشد. در این آلبوم از دو آهنگ که در فیلم به کار گرفته شده به‌نام‌های Seabirds و Hollywood استفاده نشده‌است.

## دربارهٔ آلبوم
آلبوم بیشتر شامل برخی قطعات در سبک آکوستیک فولک است، سبکی که در کارهای بعدی گروه کمتر دیده می‌شود. دارای قطعاتی در سبک‌های نزدیک به هوی‌متال نیز می‌باشد بمانند آهنگ‌های ترانه نیل یا ایبیزا بار. همچنین شامل قطعات بیکلام و قطعاتی در سبک آوانگارد نیز می‌شود.
این آلبوم اولین آلبوم پینک فلوید است که سید برت، عضو سابقش حضور ندارد و از گروه در طول ضبط آلبوم قبل، یک نعلبکی رمز و راز کنارگذاشته شد. همچنین این آلبوم جزو دو آلبوم پینک فلوید است که در آن دیوید گیلمور تنها خوانندهٔ آلبوم است، آلبوم دیگر لغزش آنی در عقل است که در سال ۱۹۸۷ منتشر شد. اولین آلبومی هم است که بدون یاری‌رساندن نورمن اسمیت تولید می‌شود.
آلبوم توسط برایان هامفریس در پای استودیو لندن مهندسی شده‌است، برایان هامفریس در آلبوم کاش این‌جا بودی نیز به عنوان مهندس صوت با گروه همکاری می‌کند.

## در جدول فروش
آلبوم در بریتانیا به مکان نهم رسید، در آمریکا به مکانی بهتر از ۱۵۳ نرسید. در سال ۱۹۸۷ در قالب لوح فشرده دوباره منتشر شد، نسخه‌های رمسترشده از آلبوم هم در سالهای ۱۹۹۵ در بریتانیا و ۱۹۹۶ در آمریکا منتشر شد.
| سال  | نمودار               | مکان |
| ---- | -------------------- | ---- |
| ۱۹۶۹ | جدول بریتانیا        | ۹    |
| ۱۹۷۳ | بیلبورد آلبوم‌های پاپ | ۱۵۳  |

## فهرست آهنگ‌ها
- گیلمور تنها خوانندهٔ این‌آلبوم‌است.

| سمت نخست | سمت نخست                                    | سمت نخست     | سمت نخست |
| شماره    | نام                                         | اطلاعات دیگر | مدت      |
| -------- | ------------------------------------------- | ------------ | -------- |
| ۱.       | «سیروس ماینور» (واترز)                      |              | ۵:۱۸     |
| ۲.       | «ترانه نیل» (واترز)                         |              | ۳:۲۶     |
| ۳.       | «ترانه گریستن» (واترز)                      |              | ۳:۳۳     |
| ۴.       | «بالای خیبر» (میسن، رایت)                   | بی‌کلام       | ۲:۱۲     |
| ۵.       | «سبز است رنگ» (واترز)                       |              | ۲:۵۸     |
| ۶.       | «سیمبلاین» (واترز)                          |              | ۴:۵۰     |
| ۷.       | «سکانس مهمانی» (واترز، رایت، گیلمور، میسون) | بی‌کلام       | ۱:۰۷     |

| سمت دوم | سمت دوم                                  | سمت دوم      | سمت دوم |
| شماره   | نام                                      | اطلاعات دیگر | مدت     |
| ------- | ---------------------------------------- | ------------ | ------- |
| ۱.      | «تم اصلی» (واترز، رایت، گیلمور، میسن)    | بی‌کلام       | ۵:۲۷    |
| ۲.      | «ایبیزا بار» (واترز، رایت، گیلمور، میسن) |              | ۳:۱۹    |
| ۳.      | «بلوز بیشتر» (واترز، رایت، گیلمور، میسن) | بی‌کلام       | ۲:۱۲    |
| ۴.      | «جیوه» (واترز، رایت، گیلمور، میسن)       | بی‌کلام       | ۷:۱۳    |
| ۵.      | «یک قطعه اسپانیایی» (گیلمور)             |              | ۱:۰۵    |
| ۶.      | «تم نمایشی» (واترز، رایت، گیلمور، میسن)  | بی‌کلام       | ۲:۱۵    |

## دست‌اندرکاران
- دیوید گیلمور - گیتار، خواننده

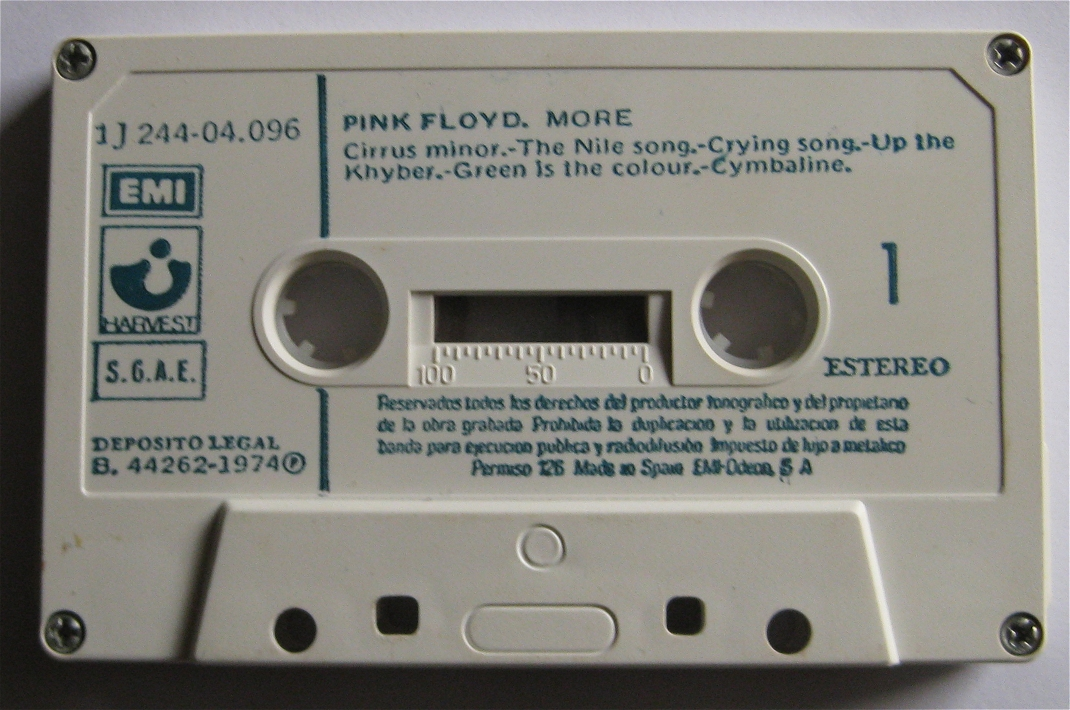
کاست نسخه اسپانیا، ژوئیه ۱۹۶۹

- ریچارد رایت - اُرگ، پیانو، ویبرافون
- راجر واترز - گیتار بیس، گیتار
- نیک میسن - ساز کوبه‌ای، درام